# Morteros
Morteros is een plaats in het Argentijnse bestuurlijke gebied San Justo in de provincie Córdoba. De plaats telt 15.129 inwoners.

## Geboren in Morteros
- Américo Gallego (1955), Argentijns voetballer en coach